# 1999 Hirayama
1999 Hirayama este un asteroid din centura principală, descoperit pe 27 februarie 1973 de Luboš Kohoutek.